# Debra Schutt
Debra Schutt é uma diretora de arte norte-americana. Como reconhecimento, foi nomeada ao Oscar 2009 na categoria de Melhor Direção de Arte por Revolutionary Road.